# Mosaico de la caza del ciervo
El Mosaico de la caza del ciervo (aprox. 325-300 a. C.) es un mosaico descubierto dentro de la casa denominada "Casa del rapto de Helena" en Pela, la antigua capital del reino de Macedonia. La obra, hoy conservada en el Museo Arqueológico de Pela en esa ciudad, está firmada por el artista griego Gnosis pero se considera que puede haber sido inspirada por una obra pictórica de Melancio de Sición. Los sujetos representados se identifican normalmente con Alejandro Magno, Hefestión y Péritas, el perro de Alejandro.

## Descripción
La disposición de las figuras, con los cazadores a ambos lados de la presa, las armas levantadas, y la atención del animal (en este caso la mirada) dirigida al hombre a la derecha del espectador (es decir Alejandro), recuerda a otro mosaico descubierto en Pela: el "Mosaico de la caza del león" donde los sujetos representados son Alejandro y otro de sus generales, Crátero. El elemento discordante en el mosaico del ciervo es, además del ciervo en lugar del león, el perro representado en el centro, colocado delante del ungulado y de espaldas al espectador.

## Interpretación
El cazador a la derecha del ciervo, armado con una espada, podría ser Alejandro Magno. El cazador a la izquierda, está armado con un hacha de doble hoja. Comunes en la época minoica y micénica, después solo se mantuvieron como elemento ritual y arma tradicionalmente ligada al dios griego del fuego y la forja Hefesto, por lo que se cree que es una alusión al nombre del retratado e identificado con el general macedonio Hefestión, amigo personal de Alejandro. El perro de caza en consecuencia se identifica con Péritas, el perro de Alejandro cuyo nombre ha sido trasmitido por las fuentes históricas antiguas (Flavio Arriano, Diodoro Siculo, Plinio el Viejo).